# Acalypha huillensis
Acalypha huillensis é uma espécie de flor do gênero Acalypha, pertencente à família Euphorbiaceae.